# Великий Двор (Пельшемское сельское поселение)
Вели́кий Двор — деревня в Сокольском районе Вологодской области.
Входит в состав Пельшемского сельского поселения, с точки зрения административно-территориального деления — в Пельшемский сельсовет.
Расстояние по автодороге до районного центра Сокола — 36,5 км, до центра муниципального образования Марковского — 1,5 км. Ближайшие населённые пункты — Марковское, Поповское, Тырыково.
По данным переписи в 2002 году постоянного населения не было.